# Закутинцы (Киевская область)
Закутинцы (укр. Закутинці) — село в Медвинской сельской общине Белоцерковского района Киевской области Украины.
Население по переписи 2001 года составляло 359 человек. Почтовый индекс — 09731. Телефонный код — 4561. Занимает площадь 1,2 км². Код КОАТУУ — 3220685803.